# Agapetus gotgian
Agapetus gotgian är en nattsländeart som beskrevs av Olah 1988. Agapetus gotgian ingår i släktet Agapetus och familjen stenhusnattsländor. Inga underarter finns listade i Catalogue of Life.